# Catarina Wallenstein
Catarina de Lemos Wallenstein (Londres, 23 de agosto de 1986) é uma atriz portuguesa.

## Biografia
Nascida em Londres, a sua família estabeleceu-se em Lisboa quando era ainda criança. Integrou o coro da Fundação Musical dos Amigos das Crianças Arquivado em 9 de agosto de  2018, no Wayback Machine., onde também estudou violoncelo e canto coral. A mesma fundação levou-a a participar nos elencos infantis de óperas como Tosca, La Bohème, Carmen, no Teatro Nacional de São Carlos.
Frequentou o Liceu Francês Charles Lepierre, onde frequentou o atelier de teatro, que a levou ao Instituto Franco-Português com as peças Sonho de Uma Noite de Verão, de William Shakespeare, e O Equívoco, de Albert Camus. Em 2004 chegou à televisão, integrando o elenco de Só Gosto de Ti, uma mini-série de seis episódios exibida na SIC. Em 2005 participa na série infanto-juvenil Uma Aventura, e aparece na longa-metragem Fin de curso, de Miguel Marti. No ano seguinte marca presença na curta-metragem Sitiados, de Mariana Gaivão (2006) e no telefilme Glória, de José Nascimento. A partir daí divide-se entre o cinema e a televisão. Integrou o elenco das séries Nome de Código: Sintra (2007), Conta-me Como Foi (2007), A Vida Privada de Salazar (2009), Mistérios de Lisboa (2010) e, recentemente, Destino Imortal (2010). No cinema, seguiu-se uma curta participação em Après Lui, de Gaël Morel (2007), onde contracena com Catherine Deneuve, Lobos, de José Nascimento (2007), Um Amor de Perdição, de Mário Barroso (2008) e Singularidades de Uma Rapariga Loura, de Manoel de Oliveira (2009).
Frequentou a licenciatura em Teatro, ramo de Actores da Escola Superior de Teatro e Cinema e estuda (desde 2008) em Paris, onde frequenta o Conservatoire national supérieur d'art dramatique.
Foi vencedora da primeira edição do Prémio L'Oreal Paris — Jovem Talento, no European Film Festival, de 2007, realizado no Estoril.

## Filmografia

### Televisão
- 2004: Só Gosto de Ti (SIC): Maria (elenco principal)
- 2005: Uma Aventura (SIC): Inês (participação)
- 2006: Glória (RTP1): Tânia (elenco principal)
- 2007: Nome de Código: Sintra (RTP1): Inês Silveira (elenco principal)
- 2007: Conta-me Como Foi (RTP1): Françoise (elenco principal)
- 2009: A Vida Privada de Salazar (SIC): Júlia Perestrelo (protagonista)
- 2010: Destino Imortal (TVI): Sofia (protagonista)
- 2010: Espírito Indomável (TVI): Teresa Monteiro Castro (1990) (participação)
- 2013: Depois do Adeus (RTP1): Ana Maria Mendonça (co--protagonista)
- 2015: Santa Bárbara (TVI): Júlia Montemor (co-protagonista)
- 2019: A Teia (telenovela) (TVI): Julie Walker (Co-Antagonista)
- 2020: Os criminosos (Série Televisiva) (Sapce e Netflix): Emília Guedes (co-protagonista)

### Cinema
- 2005: Fin de Curso de Miguel Martí
- 2006: Sitiados de Mariana Gaivão, curta-metragem
- 2007: Après Lui de Gaël Morel
- 2007: Lobos de José Nascimento
- 2008: Um Amor de Perdição de Mário Barroso
- 2009: Singularidades de uma Rapariga Loura de Manoel de Oliveira
- 2010: Filme do Desassossego de João Botelho
- 2010: Mistérios de Lisboa de Raúl Ruiz
- 2011: Respira de Philip Rylatt e Telmo Vicente, curta-metragem
- 2011: Redenção de André Santos Luís e Miguel Lopes Rodrigues, curta-metragem
- 2011: O Legado do Pai de António Aleixo e Fábio Vicente, curta-metragem
- 2012: A Moral Conjugal de Artur Serra Araújo
- 2012: The Knot de Jesse Lawrence
- 2013: A Gaiola Dourada de Ruben Alves
- 2014: Os Maias: Cenas da Vida Romântica de João Botelho
- 2017: Peregrinação de João Botelho
- 2018: O Caderno Negro de Valeria Sarmiento
- 2018: Quantas Vezes Tem Sonhado Comigo? de Júlia Buisel, curta-metragem
- 2018: Raiva de Sérgio Tréfaut
- 2019: Tragam-me a cabeça de Carmen M. de Felipe Bragança e Catarina Wallenstein
- 2020: Um Animal Amarelo de Felipe Bragança

### Dobragem
- MegaMind - Roxanne

## Prémios e indicações

### Indicação
- 2009: Globos de Ouro, melhor actriz por Lobos

### Vencedora
- 2010: Globos de Ouro, melhor actriz por Singularidades de uma Rapariga Loura, Um Amor de Perdição e A Vida Privada de Salazar